# Bandidus apicalis
Bandidus apicalis is een insect uit de familie van de mierenleeuwen (Myrmeleontidae), die tot de orde netvleugeligen (Neuroptera) behoort. 
Bandidus apicalis is voor het eerst wetenschappelijk beschreven door Esben-Petersen in 1923.